# Tagtse
Tagtse Dzong, Chinees: Dagzê Xiàn is een arrondissement in het zuiden van de stadsprefectuur Lhasa in de Tibetaanse Autonome Regio, China. In 1999 telde het arrondissement 25.445 inwoners. Het heeft een oppervlakte van 1373 km². De gemiddelde jaarlijkse temperatuur is 4 °C en jaarlijks valt er gemiddeld 450 mm neerslag.
In het arrondissement bevindt zich een van de drie grote universiteitskloosters Ganden; de andere twee zijn Sera en Drepung. Door Tagtse loopt de nationale weg G318. In 1984 werd de Tagtse-brug voltooid.

## Personen uit Tagtse
- Tagtsepa (- 1720), een Tibetaans regent